# Wolfram Baentsch
Wolfram Baentsch (Schneidemühl, 15 luglio 1939) è un giornalista tedesco.

## Biografia
Nato a Schneidemühl, oggi Piła, in Polonia, ma allora capoluogo della Marca confinaria di Posen-Prussia Occidentale, è stato un quotato giornalista economico.
Ha lavorato all'Handelsblatt ed a Capital, per essere poi nominato, nel 1980, primo direttore della neonata rivista Impulse. Nel 1984 passò alla guida di Wirtschaftswoche.
Fu poi vicedirettore e responsabile della redazione economia del Die Welt, per poi tornare ad Impulse (1996-1997).
Dopo il pensionamento si occupò a lungo dell'Affaire Barschel, pubblicando nel 2006 un libro che raccoglieva le sue ricerche sull'argomento Der Doppelmord an Uwe Barschel: Neue Fakten und Hintergründe zur größten Politaffäre der Bundesrepublik.
È stato insignito della croce al merito di Germania.